# إيليزا دوليتل
إسمها الحقيقي إيليزا صوفي كايرد (بالإنجليزية: Eliza Sophie Caird)‏ وإسمها الفني إيليزا دوليتل (بالإنجليزية: Eliza Doolittle)‏ هي مغنية وكاتبة أغاني وناشطة إنجليزية ولدت في يوم 15 أبريل 1988 في مدينة لندن عاصمة إنجلترا، هي متعاقدة حالياً مع شركة التسجيلات الألمانية بارلوفون، في 12 يوليو 2010 بدأت مشوارها الفني وأنتجت ألبوم باسم Eliza Doolittle وألذي إحتل المركز الثالث في مبيعات الألبومات في المملكة المتحدة، أشهر أغانيها هي Pack Up و Skinny Genes وألتي وصلت إلى المرتبة الخامسة في ترتيب أغاني المملكة المتحدة. في 2013 أنتجت ألبومها الثاني بعنوان In Your Hands وألذي كان من ضمنه أغنية Big When I Was Little.

## روابط خارجية
- إيليزا دوليتل على موقع IMDb (الإنجليزية)
- إيليزا دوليتل على موقع ميوزك برينز (الإنجليزية)
- إيليزا دوليتل على موقع أول ميوزيك (الإنجليزية)
- إيليزا دوليتل على موقع ديسكوغز (الإنجليزية)
- إيليزا دوليتل على موقع قاعدة بيانات الفيلم (الإنجليزية)